# Patul conjugal
Patul conjugal este un film românesc din 1993 regizat de Mircea Daneliuc după propriul scenariu. Rolurile principale sunt interpretate de actorii Gheorghe Dinică, Coca Bloos și Valentin Teodosiu. Filmul a participat la a 43-a ediție a Festivalului Internațional de Film de la Berlin.

## Rezumat
Filmul prezintă viața grea a românilor imediat după Revoluția din 1989. Vasile Potop (Gheorghe Dinică) este directorul unui cinematograf bucureștean care vrea să împrumute bani pentru ca nevasta sa, Carolina (Coca Bloos), să avorteze, nemaipermițându-și să crească un al treilea copil. Casierița Stela nu-l ajută, aceasta schimbându-și profesia în cea de prostituată. Pentru a găsi totuși bani, Vasile Potop încearcă să vândă o carte a lui Nicolae Ceaușescu, dar ajunge în alte buclucuri. 

## Distribuție
- Gheorghe Dinică — Vasile Potop, administratorul unui cinematograf bucureștean
- Coca Bloos — Carolina Potop, soția lui Vasile
- Valentin Teodosiu — Mișu, subofițer de poliție, partenerul de table al lui Potop
- Lia Bugnar — Stela, casierița cinematografului, amanta lui Potop
- Valentin Uritescu — interpretul dizidentului în filmul porno turnat în casa soților Potop
- Geo Costiniu — inginerul Eugen, soțul Stelei
- Jana Gorea — femeia de serviciu de la cinematograf
- Flavius Constantinescu — activistul politic al Partidului Democrației Originale
- Nicolae Praida — președintele Partidului Democrației Originale
- Paul Chiribuță — interpretul securistului în filmul porno turnat în casa soților Potop
- Eugen Cristian Motriuc — medicul de la Spitalul de Nebuni (menționat Cristian Motriuc)
- Bujor Macrin — pacientul de la Spitalul de Nebuni care-l imită pe Ceaușescu
- Dumitru Palade — un alt pacient de la Spitalul de Nebuni care-l imită pe Ceaușescu
- Camelia Zorlescu — pacienta de la Spitalul de Nebuni care ascultă discursul lui „Ceaușescu”
- Ion Popa
- Eugen Racoți — bărbatul care-i critică pe nostalgicii regimului ceaușist
- Vasile Boghiță — bărbat nostalgic după regimul ceaușist
- Ion Sima — colonelul de poliție care vrea să cumpere albumul lui Ceaușescu
- Dan Cristescu
- Milică Militaru
- copiii
  - Marinel Feraru — Decebal, fiul cel mic al soților Potop (în epilogul din 2006)
  - Cătălin Stan — Gigi, fiul cel mare al soților Potop
  - Nicolae Stoica — Nichi, fiul mijlociu al soților Potop

## Primire
Filmul a fost vizionat de 455.084 de spectatori în cinematografele din România, după cum atestă o situație a numărului de spectatori înregistrat de filmele românești de la data premierei și până la data de 31 decembrie 2014 alcătuită de Centrul Național al Cinematografiei.